# Atripatus subcylindricus
Atripatus subcylindricus is een keversoort uit de familie boktorren (Cerambycidae). De wetenschappelijke naam van de soort is voor het eerst geldig gepubliceerd in 1902 door Fairmaire.